# Šići (Tuzla)
Pour les articles homonymes, voir Šići.
Šići (en cyrillique : Шићи) est un village de Bosnie-Herzégovine. Il est situé sur le territoire de la ville de Tuzla, dans le canton de Tuzla et dans la fédération de Bosnie-et-Herzégovine. Selon les premiers résultats du recensement bosnien de 2013, il compte 1 000 habitants.

## Géographie
Le village est situé au bord du Mramorski potok et à proximité de la confluence de cette rivière avec la Jala. Il est également situé juste au sud du lac de Kop.

## Démographie

### Évolution historique de la population dans la localité
| 1948 | 1953 | 1961 | 1971 | 1981 | 1991 | 2013  |
| ---- | ---- | ---- | ---- | ---- | ---- | ----- |
| -    | -    | 591  | 745  | 955  | 930  | 1 000 |

|  |